# Музей современного искусства
Музей современного искусства — музей, коллекция и выставочные практики которого основываются на произведениях современного искусства.

## История возникновения
Первым Музеем современного искусства стал музей MoMA (Museum of Modern Art, Нью-Йорк), основанный в 1929 году Альфредом Барром, его первым директором и идейным вдохновителем. MoMA на сегодняшний день — одна из главных достопримечательностей Нью-Йорка, он принимает ежегодно около трёх миллионов посетителей.
Большинство западных музеев современного искусства унаследовали некоторые характерные черты MoMA.